# Katie Johnson (futbolista)
Katlyn Alicia Johnson Carreón (Monrovia, California, Estados Unidos; 14 de septiembre de 1994), conocida como Katie Johnson, es una futbolista mexico-estadounidense que juega de delantera para la selección femenina de México y para el Angel City FC de la National Women's Soccer League de los Estados Unidos.

## Estadísticas

### Clubes
| Club              | País           | Año         |
| ----------------- | -------------- | ----------- |
| Seattle Reign     | Estados Unidos | 2017        |
| Sky Blue FC       | Estados Unidos | 2018        |
| Chicago Red Stars | Estados Unidos | 2019 - 2021 |
| San Diego Wave FC | Estados Unidos | 2022        |
| Angel City FC     | Estados Unidos | 2023 - 2024 |